# بریکه، الجزایر
بریکه (به عربی: بریکة) شهری در استان باتنه واقع در کشور الجزایر است که در سال ۱۹۹۸ میلادی ۸۰٫۶۱۸ نفر جمعیت داشته و جمعیت آن در سال ۲۰۰۵ میلادی به ۱۱۴٫۵۴۷ نفر رسیده‌است.